# UCLA Film and Television Archive
El UCLA Film and Television Archive («Archivo de Cine y Televisión de la UCLA») es una organización de artes visuales centrada en la preservación, el estudio y la apreciación del cine y la televisión, con sede en la Universidad de California en Los Ángeles (UCLA). Tiene más de 220 000 títulos de películas y televisión y 27 millones de pies de imágenes de noticieros cinematográficos, una colección solo superada por la Biblioteca del Congreso de Estados Unidos en Washington D. C.. Tiene más materiales de medios que cualquier otra universidad del mundo.
También un lugar de exhibición sin fines de lucro, el archivo proyecta más de 400 películas y videos al año, principalmente en el Billy Wilder Theatre, ubicado dentro del Museo Hammer en Westwood, California. (Anteriormente, proyectaba películas en el James Bridges Theatre del campus de UCLA). El archivo está financiado por la UCLA, intereses públicos y privados y la industria del entretenimiento. Es miembro de la Federación Internacional de Archivos Fílmicos.

## Colección
Las existencias del archivo incluyen colecciones de 35 mm de ViacomCBS/Paramount Pictures, Disney/20th Century Studios, WarnerMedia/Warner Bros., Sony/Columbia Pictures, New World Pictures, Orion Pictures, MGM, United Artists, NBCUniversal/Universal Pictures, RKO y Republic Pictures La Academia de las Artes y las Ciencias Cinematográficas, el American Film Institute y el Sindicato de Directores de Estados Unidos han realizado donaciones de películas adicionales, así como figuras como Hal Ashby, Tony Curtis, Charlton Heston, Orson Welles, Rock Hudson, Jeff Chandler, Radley Metzger, Richard Conte, Audie Murphy, John McIntire, John Wayne, Fred MacMurray and William Wyler. También contiene toda la biblioteca de noticias de Hearst Metrotone. El archivo también es conocido por contener más de 300 impresiones de cinescopio de la ahora desaparecida DuMont Television Network. El archivo también contiene copias restauradas de la biblioteca de dibujos animados de Paramount Pictures. Gran parte de la colección del archivo está disponible para investigación in situ con cita previa en el Centro de Investigación y Estudios del Archivo (ARSC), ubicado en el campus de UCLA en la Biblioteca Powell. Los clientes de ARSC a menudo van al Laboratorio de Medios de UCLA (Sala 270) para ver sus medios.

## Billy Wilder Theatre
El Billy Wilder Theatre (Teatro Billy Wilder) está en el nivel del patio del Museo Hammer. Su construcción fue posible gracias a una donación de cinco millones de dólares de Audrey L. Wilder y fue diseñado por Michael Maltzan. Dispone de 295 asientos y alberga la cinemateca del archivo y de los programas públicos de Hammer, que incluyen conferencias de artistas, lecturas literarias, obras musicales, conciertos y conversaciones públicas. El teatro, cuya construcción costó $ 7,5 millones, es uno de los pocos en el país donde el público puede ver todo el espectro de imágenes en movimiento en sus formatos originales: desde las primeras películas mudas que requieren una proyección de velocidad variable hasta el cine y video digital más actual.